# Истобки (Жлобинский район)
Истопки (Истобки) (бел. Істопкі) — деревня в Солонском сельсовете Жлобинского района Гомельской области Белоруссии.

## География

### Расположение
В 12 км на юг от Жлобина, 4 км от железнодорожной станции Мормаль (на линии Жлобин — Калинковичи), 82 км от Гомеля.

## Транспортная сеть
На восточной окраине железная дорога. Транспортные связи по просёлочной, а затем автомобильной дороге Папоротное — Жлобин. Планировка состоит из двух прямолинейных, параллельных между собой, почти меридиональных улиц, разделённых ручьём. На севере за ручьём, две короткие, прямолинейные улицы. Застройка двусторонняя, неплотная, деревянная, усадебного типа.

## История
По письменным источникам известна с XIX века как деревня в Могилёвской губернии. С 1880 года действовал хлебозапасный магазин. Согласно переписи 1897 года находилась 2 ветряные мельницы. В 1909 году 1200 десятин земли, школа, мельница, в Стрешинской волости Рогачёвского уезда.
В 1930 году организован колхоз «Серп и молот», работали 2 ветряные мельницы. Во время Великой Отечественной войны в июне 1943 года оккупанты сожгли 128 дворов и убили 3 жителей. 16 жителей погибли на фронте. Согласно переписи 1959 года в составе совхоза «Нива» (центр — деревня Нивы). Работает фельдшерско-акушерский пункт.

## Население

### Численность
- 2004 год — 88 хозяйств, 127 жителей.

### Динамика
- 1858 год — 21 двор, 145 жителей.
- 1882 год — 52 двора, 373 жителя.
- 1897 год — 57 дворов, 429 жителей (согласно переписи).
- 1909 год — 71 двор, 591 житель.
- 1925 год — 117 дворов.
- 1940 год — 134 двора, 624 жителя.
- 1959 год — 728 жителей (согласно переписи).
- 2004 год — 88 хозяйств, 127 жителей.